# 칼라브리아 공작 인판테 알폰소
칼라브리아 공작 인판테 알폰소(Infante Alfonso, Duke of Calabria, 1901년 11월 30일 ~ 1964년 2월 3일)는 1960년부터 1964년 사망할 때까지 부르봉 양시칠리아 가문의 수장 칭호를 받은 두 명의 주장자 중 한 명이었다. 알폰소는 부르봉 양시칠리아 왕자 카를로스와 그의 아내 아스투리아스 여공 마리아 데 라스 메르세데스의 아들이었다. 그는 스페인 마드리드에서 태어나 사망했다.